# Język tboli
Język tboli (a. t’boli, tiboli), także tagabili – język austronezyjski z grupy języków filipińskich. Posługuje się nim 87 tys. osób (2005), mieszkańców regionu Soccsksargen w południowych Filipinach.
Dzieli się na trzy dialekty: centralny, zachodni i południowy. Jest blisko spokrewniony z językiem blaan.
W użyciu są też języki filipiński, angielski i hiligaynon.
Dokumentacją tego języka zajmowali się m.in. badacze związani z Summer Institute of Linguistics. Dostępne materiały obejmują opracowanie gramatyczne (1977)  i słownik (2004). W piśmie stosuje się alfabet łaciński.